# اچ‌ام‌اس اسپارتیت (۱۷۹۸)
اچ‌ام‌اس اسپارتیت (۱۷۹۸) (به انگلیسی: HMS Spartiate (1798)) یک کشتی است که طول آن ۵۵٫۸۷ متر (۱۸۳٫۳ فوت) می‌باشد. این کشتی در سال ۱۷۹۷ ساخته شد.